# Zawisłocze (Gniewczyna Tryniecka)
Zawisłocze – osada wsi Gniewczyna Tryniecka w Polsce położona w województwie podkarpackim, w powiecie przeworskim, w gminie Tryńcza, w sołectwie Gniewczyna Tryniecka.
W latach 1975–1998 osada położona była w województwie przemyskim.
Zawisłocze jest położone po północnej stronie Wisłoka, stanowiące zwarty ciąg zabudowań z Małym Zawisłoczem Gniewczyny Łańcuckiej i obejmuje 23 domy.